# Felice Baciocchi
Felice Baciocchi, in francese Felix Baciocchi (Aiaccio, 18 maggio 1762 – Bologna, 27 aprile 1841) è stato un politico e generale italiano di discendenza corso-genovese. Fu principe di Lucca e Piombino, duca consorte di Massa e principe consorte di Carrara e granduca consorte di Toscana, in quanto marito di Elisa Bonaparte, sorella di Napoleone.

## Biografia

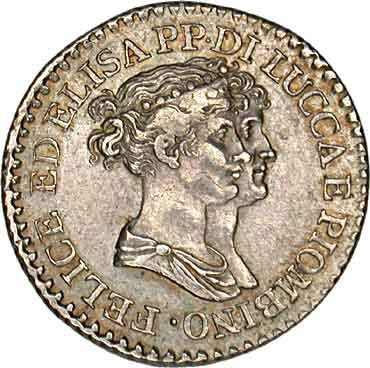
Felice Baciocchi ed Elisa Bonaparte

Nato da una famiglia nobile decaduta di Aiaccio, corsa ma di origine ligure, fu avviato giovanissimo alla carriera militare, raggiungendo il grado di capitano del Reggimento Reale. Costretto a emigrare nel 1794, poté rientrare in patria solo dopo il colpo di Stato del 9 termidoro, anno II (27 luglio 1794).
Nel 1797 sposò Elisa Bonaparte, sorella di Napoleone Bonaparte. Nel 1804 divenne generale di divisione e poi senatore.
Il 26 maggio 1805 partecipò all'incoronazione di Napoleone Re d'Italia, dove ebbe l'onore di portare, come simbolo dei poteri di Carlo Magno, la mano della giustizia durante la cerimonia.
Dopo l'avvento dell'impero francese, il cognato Napoleone I, nel 1805, gli concesse il rango di principe di Piombino e di Lucca; la sua amministrazione fu mite, anche se il governo venne sempre retto da Elisa. Nel 1806 l'imperatore aggiunse il vicino ducato di Massa e Carrara.
Nel 1808 la consorte fu nominata dal fratello imperatore granduchessa di Toscana; lui rimase principe di Lucca e Piombino.
Dopo la fine dell'impero restò vedovo della moglie nel 1820 e scelse di vivere a Bologna, dove acquistò un palazzo nobiliare (palazzo Ranuzzi Ruini), poi sede del Tribunale e attualmente della Corte d'Appello, che abbellì di numerosi affreschi e opere d'arte in stile neoclassico. Negli anni seguenti il matrimonio della figlia Elisa Napoleona e la morte dell'ultimogenito Federico, sbalzato di sella nel 1833 a Roma, rimase zoppo per una caduta da cavallo. Morì il 27 aprile 1841 all'età di 79 anni. Fu sepolto accanto ad Elisa nella basilica di San Petronio a Bologna.

## Discendenza
Da Elisa Bonaparte ebbe cinque figli, ma solo due raggiunsero la maggiore età:
- Felice Napoleone (1798 - 1799);
- Napoleone (1803 - 1803);
- Elisa Napoleona (1806 - 1869), che sposò il conte Filippo Camerata-Passionei dei Mazzoleni;
- Girolamo Carlo (1810 - 1811);
- Federico Napoleone (1813 - 1833).